# 3 de julho na Universíada de Verão de 2009
O dia 3 de julho de 2009 foi o quarto dia de competições da Universíada de Verão de 2009. Foram disputadas nove modalidades e sete finais. Iniciaram-se as competições de tênis e tênis de mesa.

## Modalidades
| - Basquetebol - Esgrima - Futebol - Ginástica artística | - Polo aquático - Taekwondo - Tênis | - Tênis de mesa - Voleibol |

## Campeões do dia
Esses foram os "campeões" (medalhistas de ouro) do dia:
| Medalhas de Ouro    | Medalhas de Ouro             | Medalhas de Ouro | Medalhas de Ouro                                                           | Medalhas de Ouro | Medalhas de Ouro |
| Modalidades         | Evento                       | País             | Atleta(s)                                                                  | Recorde          | Ref.             |
| ------------------- | ---------------------------- | ---------------- | -------------------------------------------------------------------------- | ---------------- | ---------------- |
| Esgrima             | Florete individual masculino | Suíça            | Benjamin Steffen                                                           | —                |                  |
| Esgrima             | Espada individual feminino   | Itália           | Claudia Pigliapoco                                                         | —                |                  |
| Ginástica artística | Equipe masculina             | Japão            | Takuya Nakase Kyoichi Watanabe Makoto Okiguchi Yosuke Hoshi Takuya Niijima | —                |                  |
| Taekwondo           | Masculino até 54 kg          | Coreia do Sul    | Cheon Yong                                                                 | —                |                  |
| Taekwondo           | Masculino até 67 kg          | Brasil           | Diogo Silva                                                                | —                |                  |
| Taekwondo           | Feminino até 47 kg           | Coreia do Sul    | Park Hyoji                                                                 | —                |                  |
| Taekwondo           | Feminino até 59 kg           | Coreia do Sul    | Jung Jinhee                                                                | —                |                  |

## Líderes do quadro de medalhas ao final do dia
| Ordem | País              | Medalha de ouro | Medalha de prata | Medalha de bronze |   |
| ----- | ----------------- | --------------- | ---------------- | ----------------- | - |
| 1     | KOR Coreia do Sul | 6               | 2                | 1                 | 9 |
| 2     | CHN China         | 2               | 3                | 2                 | 7 |
| 3     | ESP Espanha       | 2               |                  | 1                 | 3 |
| 4     | ITA Itália        | 1               | 1                | 3                 | 5 |
| 5     | JPN Japão         | 1               |                  | 1                 | 2 |
|       | SUI Suíça         | 1               |                  | 1                 | 2 |